# Thaiföldi futsalválogatott
A thaiföldi futsalválogatott Thaiföld nemzeti csapata, amelyet a Thaiföldi labdarúgó-szövetség (thaiul: สมาคมกีฬาฟุตบอลแห่งประเทศไทย ในพระบรมราชูปถัมภ์) irányít. 

## Története
Futsal-világbajnokságon először 2000-ben szerepeltek. Legjobb eredményük két nyolcaddöntő, a 2012-es és a 2016-os világbajnokságról.
Az AFC-futsalbajnokságon először 1999-ben vettek részt. Két alkalommal játszottak döntőt, azonban mindkétszer vereséget szenvedtek (2008, 2012). 

## Eredmények

### Futsal-világbajnokság
| Év       | Eredmény      | Hely          | M             | Gy            | D             | V             | Rg            | Kg            | Gk            |
| -------- | ------------- | ------------- | ------------- | ------------- | ------------- | ------------- | ------------- | ------------- | ------------- |
| 1989     | Nem indult    | Nem indult    | Nem indult    | Nem indult    | Nem indult    | Nem indult    | Nem indult    | Nem indult    | Nem indult    |
| 1992     | Nem jutott be | Nem jutott be | Nem jutott be | Nem jutott be | Nem jutott be | Nem jutott be | Nem jutott be | Nem jutott be | Nem jutott be |
| 1996     | Nem indult    | Nem indult    | Nem indult    | Nem indult    | Nem indult    | Nem indult    | Nem indult    | Nem indult    | Nem indult    |
| 2000     | Első forduló  | 13.           | 3             | 0             | 0             | 3             | 2             | 17            | -15           |
| 2004     | Első forduló  | 12.           | 3             | 1             | 0             | 2             | 5             | 13            | -8            |
| 2008     | Első forduló  | 14.           | 4             | 1             | 0             | 3             | 7             | 15            | -8            |
| 2012     | Nyolcaddöntő  | 15.           | 4             | 1             | 0             | 3             | 9             | 16            | -7            |
| 2016     | Nyolcaddöntő  | 14.           | 4             | 2             | 0             | 2             | 22            | 25            | -3            |
| Összesen | 12. hely      | 5/8           | 18            | 5             | 0             | 13            | 45            | 86            | -41           |

### AFC-futsalbajnokság
| Év       | Eredmény        | Hely        | M           | Gy          | D           | V           | Rg          | Kg          | Gk          |
| -------- | --------------- | ----------- | ----------- | ----------- | ----------- | ----------- | ----------- | ----------- | ----------- |
| 1999     | Csoportkör      | 5.          | 4           | 2           | 0           | 2           | 43          | 22          | +21         |
| 2000     | Bronzérmes      | 3.          | 5           | 3           | 0           | 2           | 29          | 23          | +6          |
| 2001     | Negyeddöntő     | 7.          | 4           | 2           | 0           | 2           | 24          | 14          | +10         |
| 2002     | Bronzérmes      | 3.          | 7           | 6           | 0           | 1           | 42          | 15          | +27         |
| 2003     | Bronzérmes      | 3.          | 6           | 5           | 0           | 1           | 23          | 7           | +16         |
| 2004     | Bronzérmes      | 3.          | 6           | 4           | 1           | 1           | 49          | 14          | +35         |
| 2005     | Második forduló | 5.          | 6           | 3           | 2           | 1           | 57          | 12          | +45         |
| 2006     | Csoportkör      | 5.          | 3           | 2           | 0           | 1           | 19          | 11          | +8          |
| 2007     | Negyeddöntő     | 5.          | 4           | 2           | 0           | 2           | 23          | 16          | +7          |
| 2008     | Ezüstérmes      | 2.          | 6           | 5           | 0           | 1           | 27          | 10          | +17         |
| 2010     | Negyeddöntő     | 5.          | 4           | 3           | 0           | 1           | 21          | 16          | +5          |
| 2012     | Ezüstérmes      | 2.          | 6           | 5           | 0           | 1           | 22          | 16          | +6          |
| 2014     | Negyeddöntő     | 5.          | 4           | 2           | 1           | 1           | 17          | 9           | +8          |
| 2016     | Bronzérmes      | 3.          | 6           | 5           | 1           | 0           | 31          | 10          | +21         |
| 2018     | Folyamatban     | Folyamatban | Folyamatban | Folyamatban | Folyamatban | Folyamatban | Folyamatban | Folyamatban | Folyamatban |
| Összesen | 2. hely         | 15/15       | 71          | 49          | 5           | 17          | 427         | 195         | +232        |

## Külső hivatkozások
- A Thaiföldi labdarúgó-szövetség hivatalos honlapja (thai nyelven). fathailand.org. [2019. június 22-i dátummal az eredetiből archiválva]. (Hozzáférés: 2018. február 6.)
- Futsal World Ranking (angol nyelven). futsalworldranking.be
- FIFA Futsal World Cup Overview (angol nyelven). rsssf.com
- Asian Futsal Championship Overview (angol nyelven). rsssf.com